# Статистика и рекорды чемпионата Испании по футболу
Ниже приведены статистические данные по чемпионату Испании, начиная с 1929 года. Данные приведены на 6 апреля 2017 года

## Клубные рекорды

### Чемпионские титулы
- Наибольшее количество побед в Примере
  - 35, «Реал Мадрид» (1931/32, 1932/33, 1953/54, 1954/55, 1956/57, 1957/58, 1960/61, 1961/62, 1962/63, 1963/64, 1964/65, 1966/67, 1967/68, 1968/69, 1971/72, 1974/75, 1975/76, 1977/78, 1978/79, 1979/80, 1985/86, 1986/87, 1987/88, 1988/89, 1989/90, 1994/95, 1996/97, 2000/01, 2002/03, 2006/07, 2007/08, 2011/12, 2016/17, 2019/20, 2021/22, 2023/24)[1]
- Наибольшее количество чемпионских сезонов подряд:
  - 5 (дважды), «Реал Мадрид» (с 1960/61 по 1964/65 и с 1985/86 по 1989/90)[2]

### Победы
- Наибольшее количество побед в сезоне
  - 32, совместный рекорд:
    - «Реал Мадрид» (2011/12)[3][4]
    - «Барселона» (2012/13)[3][4]
- Наименьшее количество побед в сезоне
  - 2
    - в сезоне из 38 матчей, совместный рекорд: «Логроньес» (1994/95),[5] «Спортинг Хихон» (1997/98)[6]
    - в сезоне из 26 матчей, совместный рекорд: «Сельта» (1943/44),[7] «Реал Бетис», «Реал Сарагоса» (1942/43).[8]
- Наибольшее количество побед в Примере (на конец сезона 2015/16)
  - 1618, «Реал Мадрид»[1]

### Ничейные результаты
- Наибольшее количество ничейных результатов в сезоне
  - 18, «Депортиво» (2015/16)[9]
- Наибольшее количество ничейных результатов подряд
  - 9 «Бургос» (с 30 апреля 1978 по 28 октября 1978)[10][11]
- Наибольшее количество ничейных результатов в Примере (на конец сезона 2015/16)
  - 627 «Атлетик Бильбао»[1]

### Поражения
- Наибольшее количество поражений в сезоне
  - 29, «Спортинг Хихон» (1997/98)[5]
- Наименьшее количество поражений в сезоне
  - 0 в сезоне из 18 игр, совместный рекорд
    - «Атлетик Бильбао», (1929/30),[12] «Реал Мадрид», (1931/32)[13]

  - 1 в сезоне из 38 игр, совместный рекорд:
    - «Реал Мадрид» (1988/89),[14] «Барселона» (2009/10)[15], «Барселона» (2017/18)[15]
- Наибольшее количество поражений в Примере (на конец сезона 2015/16)
  - 1058 «Эспаньол»[1]

### Очки
- Наибольшее количество очков, набранных по итогам сезона
  - 100, совместный рекорд,
    - «Реал Мадрид» (2011/12)[16][17]
    - «Барселона» (2012/13)[16][17]
- Наименьшее количество очков, набранных по итогам сезона
  - 13 в сезоне, где за победу давалось 3 очка «Спортинг Хихон» (1997/98)[18]
  - 9 в сезоне, где за победу давалось 2 очка «Сельта» (1943/44),[7]

### Прочие рекорды
- Наибольшее количество подряд, проведенных в высшем дивизионе
  - 86 (совместный рекорд) Реал Мадрид, Барселона, Атлетик Бильбао (с 1929 года по сей день)[1]
- Наибольшее количество забитых мячей в сезоне
  - 121 «Реал Мадрид» (2011/12)[19]
- Наибольшее количество игр подряд с забитыми мячами
  - 64 «Барселона» (с 4 февраля 2012 по 19 октября 2013).[20]

## Личные рекорды

### Голы
- Наибольшее количество голов за карьеру, забитых в Примере
  - 474, Лионель Месси («Барселона», с 2004 года)[21]
- Наибольшее количество мячей, забитых игроком в одном матче
  - 7 совместный рекорд Бата (за «Атлетик Бильбао» в матче против «Барселоны», 8 февраля 1931) и Ладислав Кубала (за «Барселону» в матче против «Спортинга», 10 февраля 1952)[22]
- Самая продолжительная серия матчей с голами: 21, Лионель Месси («Барселона», 33 гола в период с 11 по 34 тур сезона 2012/13)
- Самая продолжительная серия домашних матчей с голами: 18, Мариано Мартин («Барселона», 37 голов в период с 22 тура сезона 1941/42 по 6 тур сезона 1943/44)
- Самая продолжительная серия выездных матчей с голами: 13, Лионель Месси («Барселона», 20 гола в период с 8 по 33 тур сезона 2012/13)
- Наибольшее количество дублей в истории: 100, Лионель Месси («Барселона», с 2004 года)
- Наибольшее количество хет-триков в истории: 36, Лионель Месси («Барселона», с 2004 года)
- Наибольшее количество хет-триков за сезон: 8, совместный рекорд:
  - Лионель Месси («Барселона», 2011/12)
  - Криштиану Роналду («Реал Мадрид», 2014/15)
- Наибольшее количество хет-триков подряд в одном сезоне: 3, Исидро Лангара («Реал Овьедо», 1934/35)
- Наибольшее количество забитых пенальти в истории: 61
  - Криштиану Роналду (с 2009 года)
- Самый юный игрок, забивший гол в Примере: Ламин Ямаль, 16 лет и 83 дня (за «Барселону» против «Гранады», 8 октября 2023)

## Наибольшее количество матчей
- Наибольшее количество сыгранных в Примере матчей:
  - 622, Андони Субисаррета (с 1981 по 1998 год)[23]
- Наибольшее количество сыгранных в Примере матчей за один клуб
  - 778, Рауль (с 1994 по 2012 год)[24]
- Самый возрастной игрок:
  - Рикардо, 41 год, 5 месяцев и 2 дня (за «Осасуну» в матче против «Реал Мадрид», 1 июня 2013 года)
- Самый юный игрок:
  - Сансон, 11 лет и 255 дней (за «Сельту» в матче против «Севильи», 31 декабря 1939 года)[25]

## Рекордный счёт в матче
- Самая крупная домашняя победа: 12:1, «Атлетик Бильбао» против «Барселоны» (8 февраля 1931)
- Самая крупная победа на выезде: 0:8, совместный рекорд:
  - «Лас-Пальмас» против «Барселоны» (25 октября 1959)
  - «Альмерия» против «Барселоны» (20 ноября 2010)
  - «Кордоба» против «Барселоны» (2 мая 2015)
  - «Депортиво» против «Барселоны» (20 апреля 2016)
- Самая результативная ничья: 6:6, «Атлетико Мадрид» против «Атлетик Бильбао» (29 января 1950)
- Самый крупный счёт в матче Примере: 9:5, «Атлетик Бильбао» против «Расинга» (5 февраля 1933)

## Медали чемпионата
- Наибольшее количество чемпионских медалей Примеры
  - 12, Франсиско Хенто[26] — 1954, 1955, 1957, 1958, 1961, 1962, 1963, 1964, 1965, 1967, 1968, 1969

## Рекорды вратарей
- Самый длительный промежуток времени, в течение которого вратарь не пропускал мячей в свои ворота: 1275 минут, Абель Ресино (вратарь «Атлетико Мадрид», 1990/91)
- Наибольшее количество «сухих матчей» в сезоне: 26 совместный рекорд:

Франсиско Льяньо (вратарь «Депортиво», 1993/94)
Марк-Андре Тер Стеген (вратарь «ФК Барселона», 2022/23) 
- Наибольшее количество «сухих матчей» в Примере (все сезоны): 233, Андони Субисаррета